# Werner Arn
Werner Arn (* 5. August 1942; † 20. November 2016 in Wattwil) war der Gründer und Leiter der christlich-fundamentalistischen Gemeinschaft „Adullam“ mit Anhängern vor allem in der Ostschweiz, Süddeutschland und Südtirol. Er wohnte in Wattwil, wo er seit 1988 eine Art Pension betrieb, die auch als Versammlungsraum und Predigtort dient. Außerdem führte er den „Christlichen Informationsdienst“ (CID), der sich als eine Institution versteht, die über die Sektenhaftigkeit sämtlicher Kirchen und Freikirchen aufklären will.

## Leben
Arn wuchs in Winterthur auf und erhielt eine evangelisch-reformierte Erziehung. Nach der Ausbildung zum Primarlehrer unterrichtete er in Winterthur und in Neftenbach. Im Alter von 26 oder 27 Jahren will er, angeregt durch einen Kollegen, die Bibel studiert haben und durch die Lektüre bekehrt worden sein. Er begann einen Hauskreis aufzubauen, konnte aber mit seiner Form der Frömmigkeit innerhalb der evangelisch-reformierten Kirche keinen Anklang finden. Nachdem er in verschiedenen Freikirchen ebenfalls keine Gemeinschaft fand, die ihm bibelgemäss zu sein schien, begann eine umfangreiche „Aufklärungsarbeit“ über die Sektiererei der Kirchen und Freikirchen. Zu diesem Zweck gründete er den „Christlichen Informationsdienst“ (CID).
Arn war mit Elisabeth Arn (geb. Bosshart, † 9. Juni 2016) verheiratet und hatte sieben Kinder.

## Lehre
Arn gab weder Schriften noch Traktate heraus, da seiner Ansicht nach die Bibel genüge. Die Lehre wird mündlich verbreitet. Daher gestaltet sich eine Dokumentation seiner Lehre schwierig.
Als einen Kernpunkt seiner Lehre bezeichnete Arn die Ekklesiologia. Er behauptete, dass nach der Bibel die christliche Urgemeinde keine Organisation gewesen sei, weshalb für bibeltreue Menschen jedwede kirchliche Organisation abzulehnen sei. Arn grenzte sich daher streng von der Organisation der Landeskirchen und der Freikirchen ab. Am 15. September 2006 etwa bezeichnete er in Annaberg-Buchholz (Sachsen) die Großkirchen als „Hure Babylon“. Arn betonte stets, dass seine Glaubensgemeinschaft keineswegs organisiert sei. Die von ihm geleitete Gemeinschaft sei daher mangels einer sektentypischen straffen Organisation keine Sekte. Tatsächlich ist sie nicht als Verein eingetragen, es gibt auch keine Mitgliedschaft.
Arn zufolge ist die Katholische Kirche als besonders üble Sekte zu betrachten, da sie übermäßig viele heidnische Elemente übernommen habe. Gegenüber den evangelischen Kirchen vertrat er die Ansicht, dass sich diese wie Pharisäer verhielten und zu sehr unter modernen Einflüssen stünden, nicht zuletzt in Bezug auf die Rolle der Frau. Anlässlich der Berufung einer weiblichen Pastorin äußerte er etwa 1986: „Eine Frau als Pfarrer ist des Teufels.“ Weiter kritisierte er den Liegenschaftsbesitz der Landeskirchen. Freikirchen warf er vor, sie würden faule Kompromisse machen und seien oft „charismatisch unterwandert“, auch wenn die Mehrzahl der Anhänger der Freikirchen wiedergeborene Christen seien.
Den Willen Gottes könne man allein durch die Lektüre der Bibel ermitteln. Arns Predigten wie auch die seiner Anhänger sind stark endzeitlich ausgerichtet. Arn deutete öfters an, dass das Ende der Welt nahe sei, legte sich aber nicht fest, ob es in allernächster Zeit oder erst in fünfzig Jahren komme. Geboten sei unbedingter Gehorsam gegenüber dem zu ergründenden Willen Gottes.
Im Prinzip werden alle Gebräuche und kirchlichen Traditionen abgelehnt, die nicht in der Bibel zu finden sind. Mit Nachdruck gilt dies für die Heiligenverehrung, die Säuglingstaufe und das Weihnachtsfest. Letzteres habe einen heidnischen Ursprung.
Das generelle Tanzverbot, vor allem für Tänze, bei denen ein Partnerwechsel möglich ist, wird damit begründet, dass das Tanzen der Anfang von Hurerei sei. Dies wird nicht aus der Bibel, sondern mit Erfahrungswissen begründet.
Frauen ist es verboten, Männerkleider zu tragen, und umgekehrt (vgl. 5. Mose 22,5 ). Dies bedeutete nach Arn, dass Frauen keine Hosen tragen dürften. Die Frauenhose wird als Ausdruck der Emanzipation der Frau (gegen den Mann) verstanden und daher abgelehnt. Die wechselvolle europäische Entwicklung, die ab dem 19. Jahrhundert in die Wiedereinführung der Frauenhose mündete, blieb bei Arn außer Acht.
Es gilt ein faktisches Verbot für das Fernsehen, da nur höchst selten positive und aufbauende Sendungen (z. B. Dokumentarfilme) ausgestrahlt würden. Für wahre Christen sei es eine Zeitverschwendung.

## Das Adullam

### Name
„Adullam“ ist ursprünglich ein Ortsname aus dem Alten Testament. In 1. Samuel 22,1  und 2. Samuel 23,13  ist ausserdem von einer „Höhle (von) Adullam“ die Rede, wo König David Schutz fand. In diesem Sinne versteht Arn sein Werk als einen Zufluchtsort für Leute, die Schutz suchen.
Der Name bezog sich ursprünglich nur auf die in Wattwil seit 1988 betriebene christliche Pension „Adullam“ an der Waisenhausstrasse, die auch als Alters- und Pflegeheim dient. Er wird sowohl von Außenstehenden als auch von Anhängern Arns gebraucht.

### Hotel Traube
Neben der Pension Adullam betrieb Arn von Juni 2004 bis ins Jahr 2008 auch das Hotel Traube in Ebnat-Kappel. Seither dient es vor allem als Versammlungsort für die Sonntagsgottesdienste und für Bibelstunden.
Die Gaststätte sei nach „konsequent christlichen Grundsätzen“ geführt worden. Daher habe ein strenges Tanz- und Alkoholverbot gegolten. Dies trug dazu bei, dass die Lokalität gemieden wurde. Im Hotel gab es keine Fernsehgeräte, da oft genug pornografische oder mystisch angehauchte Sendungen ausgestrahlt würden.
Die Hotel Traube AG meldete am 16. Dezember 2013 Konkurs an. Im Mai 2014 wurde die Firma aus dem Handelsregister gelöscht.

### Bibelkreise
Die Angehörigen von Adullam treffen sich in Bibelkreisen. Darüber hinaus gibt es keine formelle Struktur. Die Leiter der Bibelkreise durchlaufen in der Regel eine 3-jährige Bibelschule, die mit der Lehre Arns übereinstimmen muss. Wer seine Lehre nicht übernahm, konnte keine höhere Position einnehmen. Der CID betreibt Straßenmission. Arn trat für diese seine Organisation auch mit Vorträgen auf. Gelegentlich versuchte er, sich zu diesem Zweck in einem Hotel einzumieten, wurde aber in der Regel wieder ausgeladen, wenn die Verantwortlichen Näheres über ihn erfuhren.
Krise
Ein hochrangiger Leiter veruntreute das Geld seine Mitgläubigen und wurde daraufhin rechtmässig verurteilt, was die Organisation in finanzielle Schwierigkeiten brachte.

## Kritik
Sektenfachleute werten Adullam als eine typische Sekte. Arns Anhänger bestreiten diesen Vorwurf unter Verweis auf die angeblich nicht vorhandene Struktur und die fehlende Hierarchie. Den Kritikern zufolge bedarf es für eine sektentypische Organisation keiner formellen Struktur (wie etwa die eines Vereins). Tatsächlich sei innerhalb der Gemeinschaft nur Arns Auslegung der Bibel verbindlich, das biblische Gehorsamsgebot sei somit ein Gehorsamsgebot gegenüber Arn.
Arn nahm, wie er selbst zugab, gerne Spenden an. Jedoch bestritt er vehement, von seinen Anhängern ein Zehntel ihres Bruttoeinkommens zu verlangen. Es liegen jedoch zahlreiche Berichte von Außenstehenden und Besuchern bei Adullam und auf Veranstaltungen vor, wonach Arn den Zehnten „für den Herrn“ einforderte. Da gemäss seiner Ekklesiologia weltweit nur er und einige wenige andere wirklich dem Reich Gottes dienten, ist seine Aufforderung zum Geben des Zehnten faktisch gleichbedeutend mit der Aufforderung, das Geld dem „Adullam“ zu geben (bzw. ihm selber als dessen Inhaber).
Angehörige von Adullam würden auch für Sektenangehörige typische Veränderungen aufweisen (Abschottung von der Aussenwelt, Rechthaberei etc.).
Die Heilslehre Arns ist stark von zu erbringenden Werken abhängig. Den Anhängern werden geringfügige (von Arn-Anhängern definierte) „Sünden“ angelastet, die im Neuen Testament nicht zu finden sind. Dadurch fühlen sich Mitglieder unter Druck gesetzt. Um dann wieder „im Heil“ zu sein, wird den Wünschen der Gemeinschaft bedingungslos Folge geleistet.